# Kristina Erman
Kristina Erman (Lubiana, 28 giugno 1993) è un'ex calciatrice slovena, di ruolo difensore.
In oltre 15 anni di carriera ha giocato sia in patria che in sei altri campionati della zona UEFA, conquistando con il Krka tre campionati sloveni e con il Twente uno olandese, campionato quest'ultimo dove ha concluso la sua carriera con il Fortuna Sittard. Ha inoltre indossato la maglia della nazionale dl suo paese dalle giovanili alla nazionale maggiore marcando 68 presenze, con 4 reti realizzate, tra 2011 e il 2023.

## Carriera

### Club
Kristina Erman inizia a giocare nello Sevnica, società dell'omonimo comune della Slovenia orientale, dove viene inserita nelle sue formazioni giovanili.
Nell'estate del 2008 passa al Krka per giocare nella Slovenska ženska nogometna liga (SŽNL), il massimo livello del campionato sloveno femminile di calcio. Alla sua prima stagione, la 2008-2009, si mette in luce segnando 18 reti su 20 partite, contribuendo alla vittoria del sesto titolo sloveno della società slovena. Grazie a questo risultato la società accede alla fase eliminatoria della UEFA Women's Champions League, e il 30 luglio 2009 Erman fa il suo esordio in campo internazionale nell'edizione 2009-2010 nella partita giocata contro il Trabzonspor. Erman rimane nel Krka per tre stagioni, congedandosi dalla società con un totale di 42 reti segnate. Nel luglio 2011 formalizza il suo trasferimento alle rivali dello Jevnica, tuttavia la stagione 2011-2012 si rivela difficile per la giocatrice, concludendo con sole 5 presenze e 2 reti segnate.
Nell'estate 2012 passa al ŽNK Rudar Škale ma con la società di Velenje rimane solo fino al calciomercato invernale, trova un nuovo accordo per trasferirsi all'estero per giocare nell'austriaca ÖFB Frauen Bundesliga con la maglia del Südburgenland. Nel campionato austriaco debutta il 3 marzo 2013 nella partita giocata contro il Wacker Innsbruck e conclude la sua prima avventura estera con 9 presenze e 2 reti segnate.
Nell'estate 2013 trova un accordo con i campioni in carica del ŽNK Pomurje di Beltinci per giocare nuovamente nel campionato sloveno, vestendo la maglia gialloblu solo per la prima parte della stagione quando, dopo 8 presenze e nessun gol segnato, nel dicembre inizia la sua seconda avventura straniera trasferendosi in Italia per vestire la maglia della Torres e giocare in Serie A a disposizione del tecnico Manuela Tesse. La stagione 2013-2014 termina con il secondo posto in campionato. La Erman termina con 9 presenze in campionato senza reti.
L'anno successivo resta in Italia, passando alla Riviera di Romagna. Il 20 dicembre 2014 riesce a segnare il suo primo gol nel campionato italiano, il parziale 1-0 siglato al 33' sul Firenze terminata con un pareggio per 1-1. Lascia la formazione ravennate a fine stagione, terminata con la retrocessione in Serie B, dopo 23 presenze e 2 reti.
Nell'estate 2015 decide di trasferirsi nei Paesi Bassi sottoscrivendo un accordo con il Twente per disputare l'Eredivisie, il livello di vertice del campionato olandese, dove grazie ai risultati ottenuti il precedente campionato ha l'occasione di tornare a giocare nella Women's Champions League. Nelle due stagioni disputate con la società di Enschede contribuisce a conquistare il titolo nazionale al termine della stagione 2015-2016 e raggiunge gli ottavi di finale di Champions League sia nella stagione 2015-2016 che in quella seguente, entrambe le volte eliminate dalle spagnole del Barcellona.
Durante il calciomercato estivo 2017 trova un accordo con il PSV per giocare con la nuova maglia la stagione entrante. Rimane con la società di Eindhoven per due stagioni, raggiungendo con la squadra la quinta posizione in campionato alla prima stagione e la terza in quello successivo e la finale della Coppa dei Paesi Bassi 2017-2018 persa 3-1 con l'Ajax.
Nell'estate 2019 trova un accordo con il Ferencváros andando a giocare per la prima volta nel campionato ungherese.

### Nazionale
Nel 2007 Kristina Erman viene selezionata per rappresentare la Slovenia nella nazionale under 17 alle qualificazioni dell'edizione 2009 del campionato europeo di categoria, facendo il suo esordio il 15 ottobre 2008 nella partita persa per 5-0 con le pari età della nazionale russa. Con la squadra Under-17 colleziona 6 presenze in competizioni UEFA segnando una rete.
In seguito viene inserita in rosa anche nella formazione under 19 facendo il suo esordio nel 2008 in occasione delle qualificazioni all'Europeo di Bielorussia 2009, venendo impiegata anche nelle successive edizioni 2010, 2011 e 2012.
Il 19 giugno 2010 fa il suo esordio con la maglia della nazionale maggiore in una competizione ufficiale UEFA, nello Stadio Pier Giovanni Mecchia di Portogruaro, in occasione della partita giocata contro l'Italia e valida per le qualificazioni al campionato mondiale 2011. In quell'occasione entra al 42' in sostituzione di Fata Salkunič sul parziale di 3-0 per le Azzurre, incontro terminato con la vittoria dell'Italia per 6-0.

## Palmarès
- Campionato olandese: 1

Twente: 2015-2016
- Campionato sloveno: 3

ŽNK Krka: 2008-2009, 2009-2010, 2010-2011